# Norbert Steidl
Norbert Steidl (* 6. Juni 1959 in Salzburg) ist ein österreichischer Journalist.
Steidl studierte ab 1977 in Wien Erziehungswissenschaften und Publizistik und war gleichzeitig bereits im ORF tätig. Er war Chefredakteur der Studentenzeitung report und der Jugendmagazine nummer 1 und OKAY.
Von 1985 bis 1998 war Steidl Gestalter der ORF Kindernachrichtensendung Mini-ZiB und für das ORF-Magazin panoptikum tätig. Seit 1998 ist er im Redaktionsteam der ORF-Hauptabteilung Religion im Fernsehen. Seit 2003 ist er Redaktionsleiter der Religionssendung Orientierung, von 2003 bis 2008 war er auch Moderator der Sendung Orientierung in BR-alpha.
Steidl hat zwei Kinder.

## Auszeichnungen
- Österreichischer Staatspreis für journalistische Leistungen im Interesse der Jugend
- Goldenes Mikrofon (mit der Radiosendung zickzack)
- UNDA-Hauptpreis Hörfunk
- Fernsehpreis der Österreichischen Volksbildung (mit der Orientierung-Redaktion)

## Schriften
- Albert Schittenhelm und Norbert Steidl: Bundesheer. Zivildienst. Erfahrungen, Tips, Informationen. Herder Verlag 1985.
- Stadtbuch Wien. M. Velbinger Verlag 2007.
- Der Brückenbauer – Kardinal Franz König. In: ORF-Duden. Das Lexikon für Österreich, Band 10, S. 497 ff., Wien 2006.